# Las orillas del Oise
Las orillas del Oise es una pintura de Alfred Sisley. En la actualidad está en la Galería Nacional de Arte en Washington D. C., en la sección 88 (Paisaje impresionista francés) y fue adquirido en 1963 de la colección Chester Dale.

## El tema

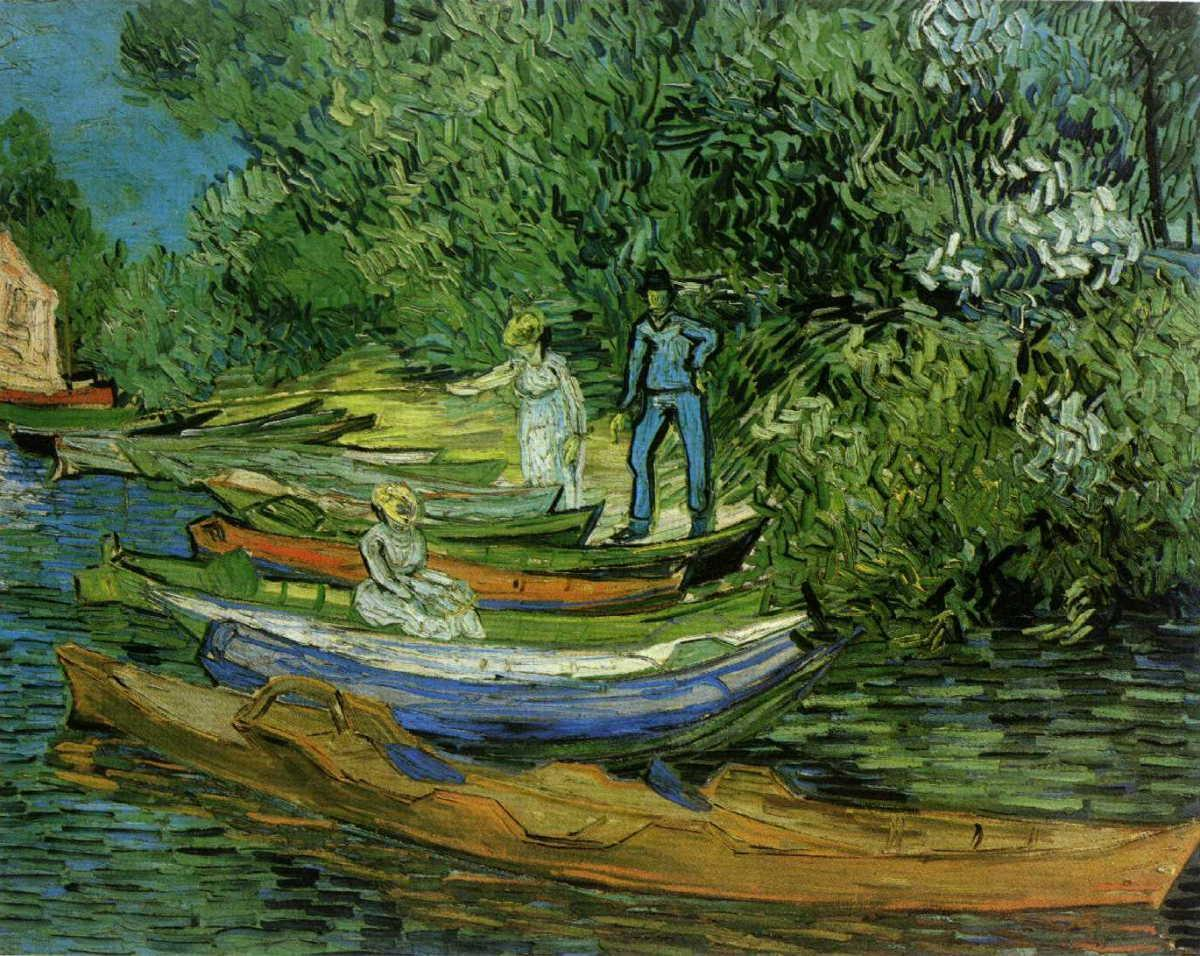
A orillas del Oise en Auvers, 1890, Vincent Van Gogh.

Es una obra con un tema sencillo, en torno a las orillas del río franco-belga Oise, lugar donde tuvo su residencia hasta 1880. Varios pintores hicieron de este río el protagonista como Charles-François Daubigny en su cuadro Barcos en el Oise, o Van Gogh en A orillas del Oise en Auvers.